# 아산시 (선거구)
아산시는 대한민국의 옛 국회의원 선거구이다. 당시 충청남도 아산시 지역을 관할했다.

## 역사
1995년 1월, 온양시와 아산군이 통합되면서 통합 아산시가 출범했다. 이에 제15대 국회의원 선거를 앞두고 온양시·아산시 선거구가 아산시 선거구로 개편되었다.
제20대 국회의원 선거를 앞두고 아산시 선거구가 갑, 을로 분구되면서 폐지되었다.

## 역대 국회의원
| 선거   | 정당 | 정당         | 의원   |
| ------ | ---- | ------------ | ------ |
| 1996년 |      | 자유민주연합 | 이상만 |
| 2000년 |      | 자유민주연합 | 원철희 |
| 2004년 |      | 열린우리당   | 복기왕 |
| 2005년 |      | 한나라당     | 복기왕 |
| 2008년 |      | 자유선진당   | 이명수 |
| 2012년 |      | 자유선진당   | 이명수 |

## 역대 선거 결과

### 대한민국 제15대 국회의원 선거
|  | 48.92% |

|  | 29.43% |

|  | 12.34% |

|  | 5.87% |

|  | 1.48% |

|  | 1.25% |

|  | 0.67% |

### 대한민국 제16대 국회의원 선거
|  | 37.55% |

|  | 29.01% |

|  | 19.00% |

|  | 11.15% |

|  | 3.27% |

### 대한민국 제17대 국회의원 선거
|  | 37.35% |

|  | 34.25% |

|  | 15.56% |

|  | 7.31% |

|  | 3.04% |

|  | 2.47% |

### 2005년 대한민국 재보궐선거
|  | 42.39% |

|  | 25.31% |

|  | 11.48% |

|  | 10.18% |

|  | 8.12% |

|  | 2.50% |

### 대한민국 제18대 국회의원 선거
|  | 53.09% |

|  | 31.36% |

|  | 13.75% |

|  | 1.78% |

### 대한민국 제19대 국회의원 선거
|  | 40.88% |

|  | 35.06% |

|  | 23.15% |

|  | 0.89% |